# Obołoń Kijów (2013)
Obołoń Kijów (ukr. Футбольний клуб «Оболонь» Київ, Futbolnyj Kłub "Obołoń" Kyjiw) – ukraiński klub piłkarski z siedzibą w stolicy kraju, mieście Kijów, występujący od sezonu 2023/24 w rozgrywkach ukraińskiej Premier-lihi.

## Historia
Chronologia nazw:
- 2013: Obołoń-Browar Kijów (ukr. «Оболонь-Бровар» Київ)
- 2020: Obołoń Kijów (ukr. «Оболонь» Київ)

1 lutego 2013 na bazie Obołoni powstał nowy klub Obołoń-Browar Kijów, do którego przeszło większość piłkarzy starego klubu. Głównym trenerem obrano Serhija Sołdatowa. W 2013 klub otrzymał status profesjonalny i w sezonie 2013/14 debiutował w rozgrywkach Drugiej Ligi.
21 sierpnia 2020 klub zmienił nazwę na Obołoń Kijów.

## Barwy klubowe, strój, herb, hymn
|  |  |

Klub ma barwy biało-zielone. Piłkarki domowe spotkania zazwyczaj grają w białych koszulkach, białych spodenkach oraz białych getrach.

## Sukcesy

### Trofea międzynarodowe
Do chwili obecnej klub jeszcze nigdy nie zakwalifikował się do rozgrywek europejskich.

### Trofea krajowe
| \| \| Zdobyte trofea w rozgrywkach Ukrainy (stan na: 31-05-2023) \| |                                                            |      |                  |
| Rozgrywki                                                           | Osiągnięcie                                                | Razy | Sezon(y)         |
| · Mistrzostwo                                                       | I miejsce                                                  | 0    |                  |
| · Mistrzostwo                                                       | II miejsce                                                 | 0    |                  |
| · Mistrzostwo                                                       | III miejsce                                                | 0    |                  |
| · Mistrzostwo                                                       | ?.miejsce                                                  | 1    | 2023/24          |
| Puchar                                                              | zdobywca                                                   | 0    |                  |
| Puchar                                                              | finalista                                                  | 0    | 2000             |
| Puchar                                                              | 1/8 finału                                                 | 2    | 2015/16, 2016/17 |
| II liga                                                             | I miejsce                                                  | 0    |                  |
| II liga                                                             | II miejsce                                                 | 1    | 2022/23          |
| II liga                                                             | III miejsce                                                | 1    | 2015/16          |
| Ukraina                                                             | Zdobyte trofea w rozgrywkach Ukrainy (stan na: 31-05-2023) |      |                  |

- Druha liga (D3):
  - wicemistrz (1x): 2014/15

- Amatorska liga (D4):
  - 6.miejsce (1x): 2013 (gr.2)

## Poszczególne sezony

### Rozgrywki międzynarodowe

#### Europejskie puchary
Nie uczestniczył w rozgrywkach europejskich.

### Rozgrywki krajowe
| \| Ukraina \| Bilans występów klubu w rozgrywkach piłkarskich Ukrainy (Stan na 31 maja 2023 r.) \| \| |                                                                                   |        |       |   |   |   |    |    |     |           |        |        |      |
| Poziom                                                                                                | Rozgrywki                                                                         | Sezony | Mecze | Z | R | P | B+ | B– | Pkt | Lata      | Awanse | Spadki | Naj. |
| I | Wyszcza Liha / Premier-liha                                                       | 1      |       |   |   |   |    |    |     | od 2023   | 0      | 0      |      |
| II | Persza liha                                                                       | 8      |       |   |   |   |    |    |     | 2015–2023 | 1      | 0      | 2    |
| III                                                                                                   | Druha liha                                                                        | 2      |       |   |   |   |    |    |     | 2013–2015 | 1      | 0      | 2    |
| IV | Perehidna liha / Tretia liha / Amatorska liha                                     | 1      |       |   |   |   |    |    |     | 2013      | 1      | 0      | 6    |
| | Puchar Ukrainy                                                                    | 9      |       |   |   |   |    |    |     | od 1992   | 0      | 0      | 1/8  |
| | Superpuchar Ukrainy                                                               | 0      |       |   |   |   |    |    |     |           | 0      | 0      |      |
| Ukraina                                                                                               | Bilans występów klubu w rozgrywkach piłkarskich Ukrainy (Stan na 31 maja 2023 r.) |        |       |   |   |   |    |    |     |           |        |        |      |

## Piłkarze, trenerzy, prezydenci i właściciele klubu

### Piłkarze

#### Aktualny skład zespołu
Stan na 23.09.2023
| Nr | Poz. | Piłkarz                   |
| -- | ---- | ------------------------- |
| 1  | BR   | Nazarij Fedoriwski        |
| 2  | OB   | Danyło Karaś              |
| 3  | PO   | Władysław Pryjmak         |
| 4  | PO   | Taras Moroz               |
| 5  | OB   | Ołeksandr Osman           |
| 7  | PO   | Władysław Muchamathalejew |
| 8  | NA   | Rostysław Taranucha       |
| 9  | NA   | Ihor Medynski             |
| 10 | PO   | Ołeh Słobodian (kapitan)  |
| 13 | BR   | Artem Kyczak              |
| 14 | OB   | Ołeksandr Czernow         |
| 16 | OB   | Pawło Łukianczuk          |
| 17 | OB   | Rusłan Czernenko          |
| 19 | PO   | Serhij Kosowski           |

| Nr | Poz. | Piłkarz          |
| -- | ---- | ---------------- |
| 20 | OB   | Dmytro Fatiejew  |
| 21 | NA   | Ołeksandr Kozłow |
| 23 | BR   | Ołeksandr Rybka  |
| 24 | OB   | Jehor Prokopenko |
| 25 | PO   | Witalij Hrusza   |
| 31 | BR   | Denys Marczenko  |
| 33 | OB   | Dmitri Naghiyev  |
| 34 | OB   | Artem Wowkun     |
| 37 | OB   | Wałerij Dubko    |
| 55 | OB   | Serhij Suchanow  |
| 70 | PO   | Kirił Korch      |
| 90 | NA   | Taras Lach       |
| 95 | NA   | Ihor Krasnopir   |

#### Piłkarze na wypożyczeniu
| Nr | Poz. | Piłkarz                                                   |
| -- | ---- | --------------------------------------------------------- |
|    | NA   | Stanisław Wasyłenko (w Podilla Chmielnicki do 30.06.2024) |

### Trenerzy
- 01.02.2013–24.10.2016:  Serhij Sołdatow
- 24.10.2016–16.09.2017:  Ołeh Mazurenko
- 17.09.2017–31.12.2017:  Wałerij Iwaszczenko (p.o.)
- 12.01.2018–31.05.2018:  Wołodymyr Pjatenko
- 13.06.2018–09.01.2020:  Serhij Kowałeć
- 13.01.2020–08.07.2020:  Ołeh Mazurenko
- 08.07.2020–17.10.2020:  Wałerij Iwaszczenko
- 18.10.2020–05.05.2021:  Pawło Jakowenko
- 05.05.2021–...:  Wałerij Iwaszczenko

## Struktura klubu

### Stadion
Klub rozgrywał swoje mecze domowe na stadionie Obołoń Arena, który może pomieścić 5.100 widzów i ma wymiary 105 x 68 metrów.

## Kibice i rywalizacja z innymi klubami

### Derby
- Dynamo Kijów
- Arsenał Kijów
- Kołos Kowaliwka